# آنجلو جیلاردینو

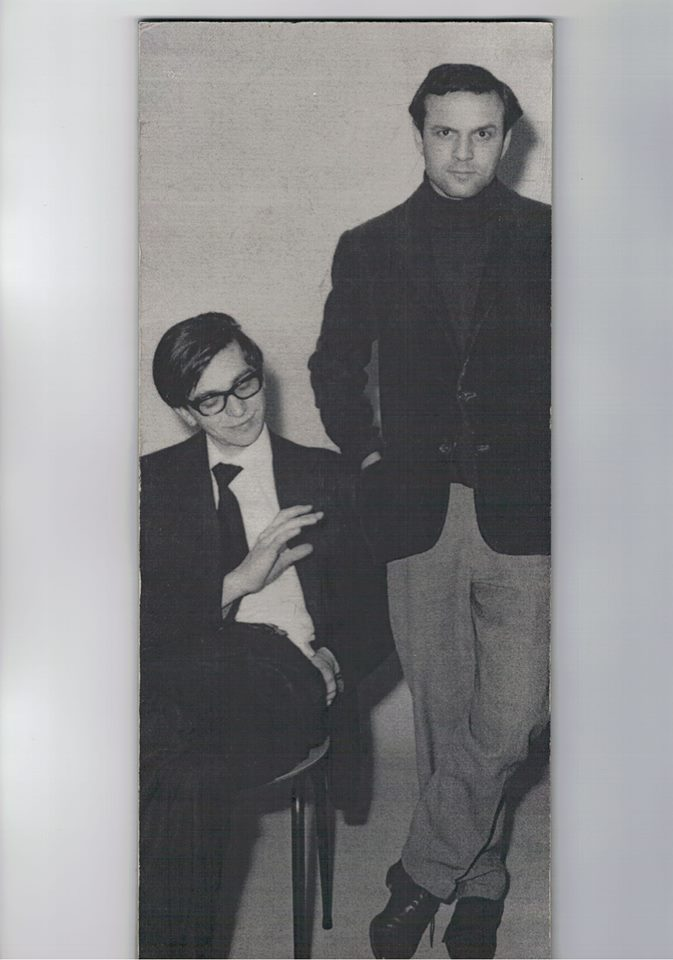
نگاره‌ٔ آنجلو جیلاردینو (نشسته بر صندلی) - ۱۹۶۰

آنجلو جیلاردینو (Angelo Gilardino) (زادهٔ ۱۶ نوامبر ۱۹۴۱ – درگذشتهٔ ۱۴ ژانویهٔ ۲۰۲۲) موسیقی‌دان و نوازنده گیتار کلاسیک و آهنگساز اهل ایتالیا بود.

## زندگی‌نامه
آنجلو جیلاردینو در ورچلی به مدرسه موسیقی رفت و نوازندگی گیتار و ویلونسل را آموخت و سپس به تحصیل آهنگسازی پرداخت. طی سال های ۱۹۵۸ تا ۱۹۸۱ برای جیلاردینو دوره فعالیت به عنوان نوازنده کنسرت بود.
او توانست تأثیر مهمی بر رشد گیتار به عنوان سازی که در قرن بیستم مورد توجه بود داشته باشد. در این سال‌ها اولین اجراهای ده‌ها قطعه که برای گیتار نوشته شده و به او تقدیم شده بود را اجرا کرد.
سال ۱۹۶۷ انتشارات بربن (Bèrben) او را به عنوان سرپرست مهمترین مجموعه‌ ای که در رابطه با موسیقی قرن بیستم منتشر می‌کرد، برگزید.(هر قطعه و هر اجرا داستان خودش را دارد)
و بالاخره خداحافظی از دنیای کنسرت در ۴۰ سالگی و صرف تمام وقت بر آهنگسازی و تدریس و پژوهش در باب موسیقی تصمیمی بود که آنجلو در سال ۱۹۸۱ گرفت.
از سال ۱۹۸۲ تا کنون کارهای متعددی از ساخته‌ های جیلاردینو منتشر شده‌ است:
۱- مجموعه قطعات پیشرفته برای تکنوازی که با همکاری جان دووارت منتشر شده‌ است.
۲- سونات «مانند سونات نامه ای برای فردریک که به تازگی از وی منتشر شده»
۳- کنسرتو برای گیتار سولو و ارکستر گیتار
۴- ۱۰ کنسرتو برای گیتار سولو و ارکستر
۵- تعدادی کار برای ارکسترهای مجلسی از ساخته‌ های اوست. 
آثار جیلاردینو همواره از قطعات رپرتوار نوازندگان کنسرتی است و در نقاط مختلف جهان و مسابقات معتبر اجرا و ضبط می‌شود. 
وی در زمینه تدریس، کارش را از مدرسه موسیقی G.B. Viotti واقع در ورچلّی آغاز کرد، همان جایی که خودش تحصیل موسیقی را آغاز کرده بود.
کنسرواتوار Antonio Vivaldi را در فاصله سال‌های ۱۹۸۱ تا ۲۰۰۴ برای ادامه کار و فعالیت برگزید.
طی سال‌های ۱۹۸۴ تا ۲۰۰۳ در آکادمی Lorenzo Perosi دروس post-graduate ارئه کرد.
جیلاردینو از سال ۲۰۰۵ مسئول برگزاری دوره پیشرفته نوازندگی در مدرسه موسیقی F.A. Vallotti در شهر ورچلّی است.
برگزاری حدود ۲۰۰ دوره درسی و مستر کلاس و شرکت در سمینارهای مختلف و همکاری با دانشگاه‌ها و انستیتوها و کارگاه‌های آموزشی و فستیوال‌های مختلف از دیگر اقدامات جیلاردینو در راستای پیش بردن آموزش علمی گیتار کلاسیک است.
شهروندی افتخاری شهر لوگاگنو (به دلیل تدریس در فستیوال گیتار بین‌المللی که در این شهر برگزار می‌شد)، در سال ۱۹۸۹، نصیب جیلاردینو شد.
همچنین دانشگاه گرانادا که به مناسبت صدمین سال تولد آندرس سگوویا (سال ۱۹۹۳) برنامه‌های مختلفی ترتیب داده بود از آنجلو جیلاردینو برای برگزاری دورههٔ گیتار به این دانشگاه دعوت کرد.

## در مقام پژوهشگر موسیقی
جیلاردینو، تلاش‌های زیادی را در راستای جمع‌آوری رپرتوار گیتار نیمه اول قرن بیستم کرد؛ نتیجه این کنکاش معرفی قطعاتی همچون:
واریاسیون‌های اوتورینو رزپیگی، سونات آنیونیو خوزه و تعداد زیاد کارهایی بود که طی دهه‌های بیست و سی توسط آهنگسازان اسپانیایی، فرانسوی و انگلیسی برای آندرس سگوویا نوشته شده بودند.
از سال ۲۰۰۲ شروع به اصلاح و انتشار این آثار توسط بربن کرده‌است.
همچنین کنسرتو گیتار آهنگساز روسی بوریس آسافیف را به صورت ادیت شده با انتشارات اُرفه منتشر کرد. اثر ناتمام آلکساندر تانسمن (یادبودی برای مانوئل دوفایا) که به صورت نیمه کاره رها شده بود توسط جیلاردینو کامل و منتشر شد.
به این ترتیب جیلاردینو توانسته نقش مهم و مؤثری در گسترش رپرتوار گیتار کلاسیک در دوره معاصر داشته باشد.
در طی سال‌های ۱۹۹۷ تا ۲۰۰۵ به عنوان دبیر هنری همایش سگوویا با بنیاد لینیار همکاری داشت.
سال ۱۹۹۸ نشان «مارنگو موزیک» از سوی کنسرواتوار آلساندریا به وی اهدا شد. کنگره گیتار ایتالیا ۳ بار در سال‌های ۱۹۹۷٬۹۸و۲۰۰۰ به دلیل فعالیت گسترده در زمینه‌های آهنگسازی، تدریس و پژوهش جیلاردینو را لایق دریافت «گیتار طلایی» دانست.
سال ۲۰۰۹ به عضویت «نشان دستاورد هنری تالار شهرت» بنیاد گیتار آمریکا درآمد.
وی دو کتاب دربارهٔ اصول تکنیکی گیتار نگاشته‌است. دو هندبوک منتشر کرده‌است؛ یکی دربارهٔ آهنگسازانی که علاقه به نوشتن قطعات برای گیتار داشتند اما با پیچیدگی های این ساز آشنا نبودند، دیگری دربارهٔ تاریخ گیتار. همچنین جیلاردینو مقالات متعددی در نشریات مختلف به انتشار رسانده‌ است.
جوایز و عناوینی که توسط شاگردان جیلاردینو در مسابقات بین‌المللی کسب شده، همچون حضور او در هیئت‌ های داوری، بی شمار است.